# لوون تاختاجیان
لوون تاختاجیان (ارمنی: Լևոն Թախտաջյան؛ زادهٔ ۱ ژانویهٔ ۱۹۵۰) فیزیک‌دانان ریاضیاتی ارمنی‌تبار اهل روسیه است.
وی پسر آرمن تاخداجیان می‌باشد.